# 오쿠보 다카히로
오쿠보 다카히로(일본어: 大久保 貴広, 1974년 4월 29일 ~ )는 일본의 전 축구 선수이다.

## 구단 경력
과거 요코하마 플뤼겔스, 혼다에서 활동하였다.